# Hopfenöl

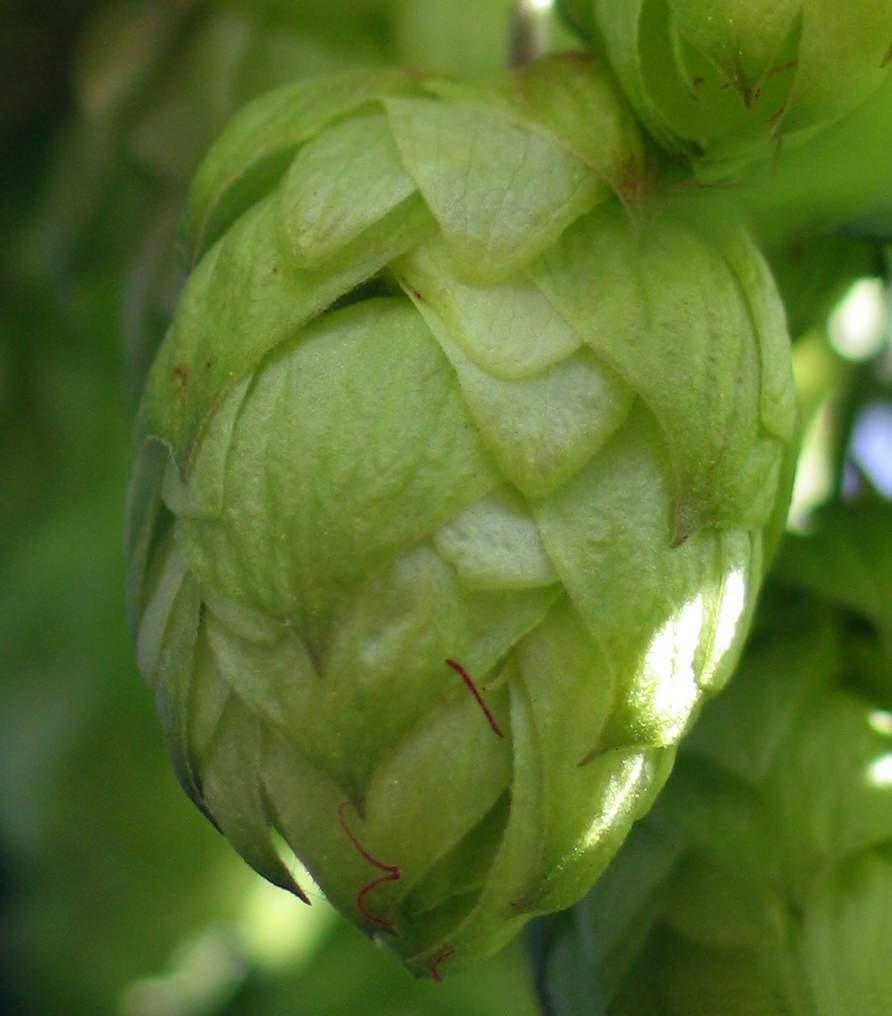
Hopfendolde einer Kultursorte

Hopfenöl ist ein ätherisches Öl, welches zu 0,2 % bis 1,7 % im Hopfen enthalten ist. Das Hopfenöl wird in den Hopfendrüsen (Lupulin) gebildet und gibt dem Hopfen das charakteristische Aroma. Hopfenöl besteht aus über 300 bekannten und unbekannten Aromakomponenten sowie aus über 2000 verschiedenen chemischen Verbindungen:
| Hopfenöl                                            |                                                         |                                             |
| Terpenkohlenwasserstoffe (etwa 75 % des Gesamtöles) | Terpenkohlenwasserstoffe (etwa 75 % des Gesamtöles)     | Oxy-Verbindungen (etwa 25 % des Gesamtöles) |
| Monoterpene: Myrcen                                 | Sesquiterpene: Humulen (α-Caryophyllen), β-Caryophyllen |                                             |

Unter den Komponenten des Hopfenöls nimmt das Myrcen eine besondere Position ein. Es ist leicht flüchtig und oxidierbar, es gibt dem Hopfenaroma die Schärfe und kann später dem Bier eine raue und unedle Nuance geben.

## Verwendung
Der weltgrößte Hopfenhändler, die Barth-Haas Group, empfiehlt den Einsatz von Hopfenöl im Brauprozess kurz vor der Filtration.